# Rally-VM 1975
Rally-VM 1975 kördes över tio omgångar. Mästerskapstiteln gällde för konstruktörer och vanns av Lancia.

## Delsegrare
| Rally               | Vinnare          | Märke   |
| ------------------- | ---------------- | ------- |
| Monte Carlo-rallyt  | Sandro Munari    | Lancia  |
| Svenska rallyt      | Björn Waldegård  | Lancia  |
| Safarirallyt        | Ove Andersson    | Peugeot |
| Akropolisrallyt     | Walter Röhrl     | Opel    |
| Marockanska rallyt  | Hannu Mikkola    | Peugeot |
| Portugisiska rallyt | Markku Alén      | Fiat    |
| Finska rallyt       | Hannu Mikkola    | Toyota  |
| Sanremorallyt       | Björn Waldegård  | Lancia  |
| Korsikanska rallyt  | Bernard Darniche | Lancia  |
| Brittiska rallyt    | Timo Mäkinen     | Ford    |

## Märkes-VM
| Plats | Märke          | Poäng |
| ----- | -------------- | ----- |
| 1     | Lancia         | 95    |
| 2     | Fiat           | 61    |
| 3     | Alpine-Renault | 60    |
| 4     | Opel           | 58    |
| 5     | Peugeot        | 40    |
| 6     | Ford           | 35    |